# یاهو! موویز
یاهو! موویز (به انگلیسی: Yahoo! Movies) یک سرویس اینترنتی از سوی شرکت یاهو! است که محتوای آن اطلاعات دربارهٔ فیلم‌ها و همچنین تریلرها و کلیپ‌های فیلم‌ها و زمان پخش فیلم‌ها و تئاترهای گوناگون است. این سرویس در ۱۲ می ۱۹۹۸ از سوی یاهو راه‌اندازی شد.